# Реповци
Реповци су насељено место у Босни и Херцеговини у општини Коњиц у Херцеговачко-неретванском кантону које административно припада Федерацији Босне и Херцеговине. Према попису становништва из 1991. у насељу је живјело 193 становника.

## Географија
Насеље се налази северно од Коњица, испод планине Лисине (раније Подлисје). У близини насеља су остаци средњовековног града, а на локалитетима Горица и Машета средњовековне некрополе са стећцима. Код суседног села Врбљана постоји некропола са 200 стећака. Из периода турске владавине су остаци седмоспратне куле бегова Реповаца, турбе и неколико кућа с карактеристикамаоријенталне архитектуре.

## Становништво
По последњем службеном попису становништва из 1991. године, у насељу Реповци живела су 193 становника. Већина становника су били Муслимани.
| Националност       | 1991.        | 1981. | 1971. |
| Муслимани          | 188 (97,41%) |       |       |
| Срби               | 4 (2,07%)    |       |       |
| остали и непознато | 1 (0,52%)    |       |       |
| Укупно             | 193          |       |       |